# 奧科涅什尼科沃區
54°20′22″N 75°04′55″E / 54.33944°N 75.08194°E
奧科涅什尼科沃區（俄语：Оконешниковский район），是俄羅斯的一個區，位於該國西南部，由鄂木斯克州負責管轄，面積3,100平方公里，2010年人口14,791，人口密度每平方公里4.77人。